# Ommatius amyclaeus
Ommatius amyclaeus är en tvåvingeart som beskrevs av Walker 1849. Ommatius amyclaeus ingår i släktet Ommatius och familjen rovflugor. Inga underarter finns listade i Catalogue of Life.